# Zimný štadión Martin
 (avril 2025).
Le Zimný štadión Martin est une patinoire de Martin en Slovaquie. Elle ouvre en 1977.
Elle accueille principalement le club de hockey sur glace du MHC Martin.